# (3082) Dzhalil
(3082) Dzhalil – planetoida z grupy pasa głównego asteroid okrążająca Słońce w ciągu 4 lat i 51 dni w średniej odległości 2,58 j.a. Została odkryta 17 maja 1972 roku w Krymskim Obserwatorium Astrofizycznym w Naucznym na Krymie przez Tamarę Smirnową. Nazwa planetoidy pochodzi od Musy Cälila (Musa Mustafowicz Dżalil; 1906-1944), tatarskojęzycznego poety sowieckiego. Przed nadaniem nazwy planetoida nosiła oznaczenie tymczasowe (3082) 1972 KE.